# Jörg Schellmann
Jörg Schellmann (* 1944 in Kassel) ist ein deutscher Galerist und Gründer von Schellmann Art München-New York, einer Firma, die zeitgenössische Kunst in Auflagen produziert, sowie Möbeldesigner. 

## Kunsteditionen
Schellmann eröffnete 1969 seine erste Galerie, Kunstladen, in München. 
Mit der Absicht, Kunst zu produzieren, die aufgrund niedrigerer Preise als bei Originalen üblich einem breiteren Publikum zugänglich ist, begann Schellmann Grafiken, Objekte und Installationsarbeiten von international bekannten Künstlern in limitierten Auflagen zu verlegen. Unter anderem hat Schellmann mit Joseph Beuys, Christo, Donald Judd, Keith Haring, Jenny Holzer, Thomas Ruff, Cindy Sherman, Andy Warhol und Christopher Wool zusammengearbeitet. Bekannt wurde er vor allem als Verleger der Werkverzeichnisse von Joseph Beuys’ Multiples, der Druckgraphik von Andy Warhol und der Editionen von Christo und Jeanne-Claude, Donald Judd und zuletzt Thomas Ruff. 
Schellmanns Projekte wurden von zahlreichen wichtigen Galerien und Museen ausgestellt: Paula Cooper Gallery, New York; Galerie Thaddaeus Ropac, Paris; Museum of Modern Art, New York; Haus der Kunst, München; und Nationalgalerie, Berlin.

## Möbeldesign
Nach 40 Jahren Karriere als Kunstverleger von Grafiken, Objekten und Installationen begann Schellmann 2009 von Künstlern entworfene Möbelobjekte zu produzieren. Kurz darauf folgten seine eigenen Möbelentwürfe, deren Ästhetik stark von Gebrauchsgegenständen und der Industrie beeinflusst ist. Auch geben sie die Formensprache des Minimalismus und der Konzeptkunst wieder, welche beide Schellmanns künstlerische Entwicklung geformt haben. Jörg Schellmanns Möbelentwürfe werden mittlerweile von etablierten Möbelfirmen wie Moroso und e15 produziert und vertrieben.